# 莉薇婭別墅
莉薇婭別墅（拉丁語：Ad Gallinas Albas）是位於第一門（Prima Porta）的一棟古羅馬别墅，在義大利羅馬以北12公里處，弗拉米尼亞大道沿線上。这可能是莉薇亞·杜路希拉（後成為羅馬帝國皇后）在公元前39年嫁给她的第二任丈夫罗马共和国執政官屋大维（後成為帝國開國皇帝奥古斯都）時的部分嫁妝，也可能是屋大維在訂婚時送給她的禮物。從古代文獻（例如蘇埃托尼烏斯）可得知，莉薇婭在婚後回到這棟別墅，這是她在羅馬帕拉蒂尼山的房屋之外的豪華郊外住宅。
這棟別墅發現了引人注目的花園景觀壁畫，這些壁畫後來被移入羅馬的馬西莫宮博物館。

## 歷史
別墅分四個階段建造和改造。最早階段在罗马共和国時代，最晚則是君士坦丁大帝的時代。

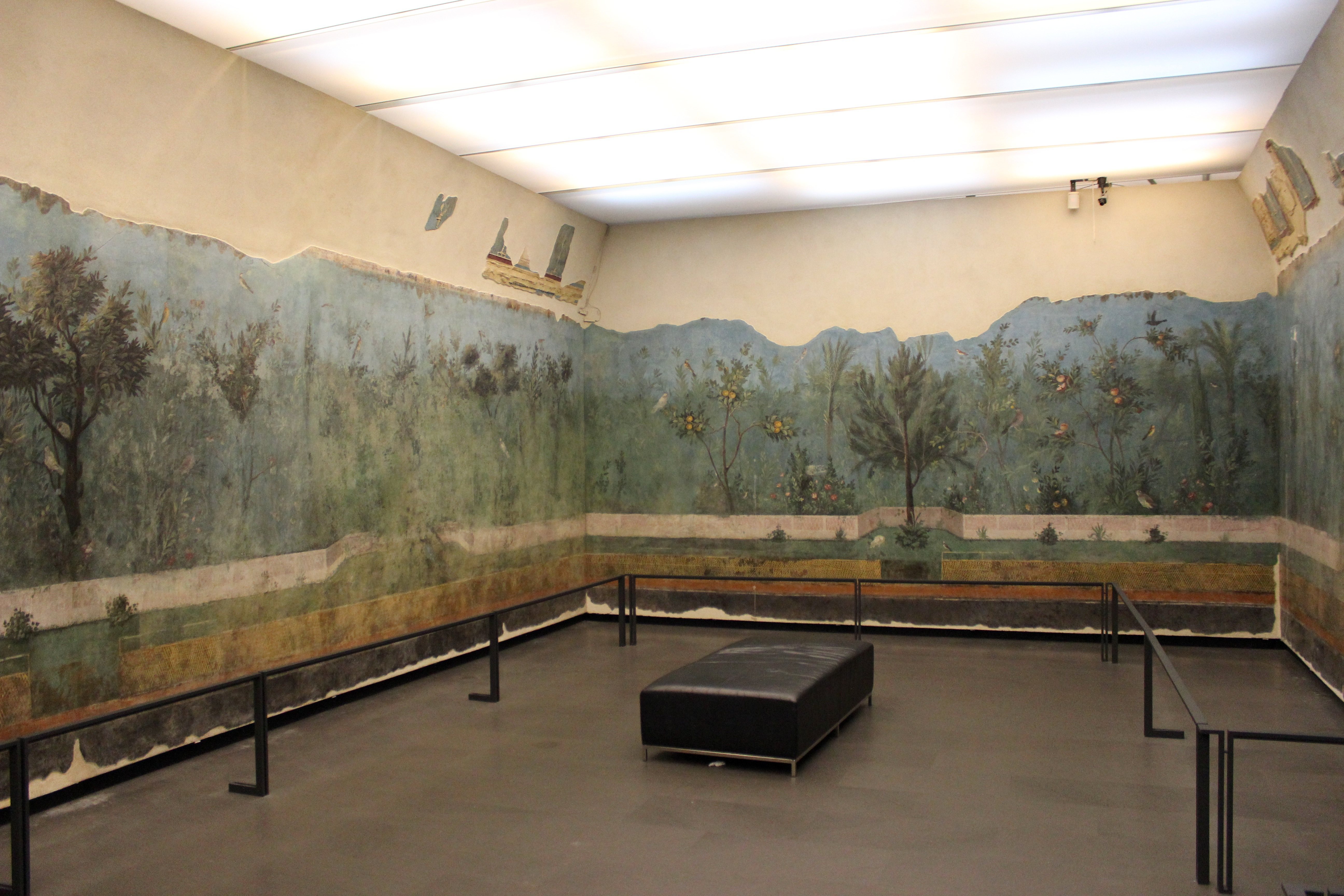
別墅內房間的景色。

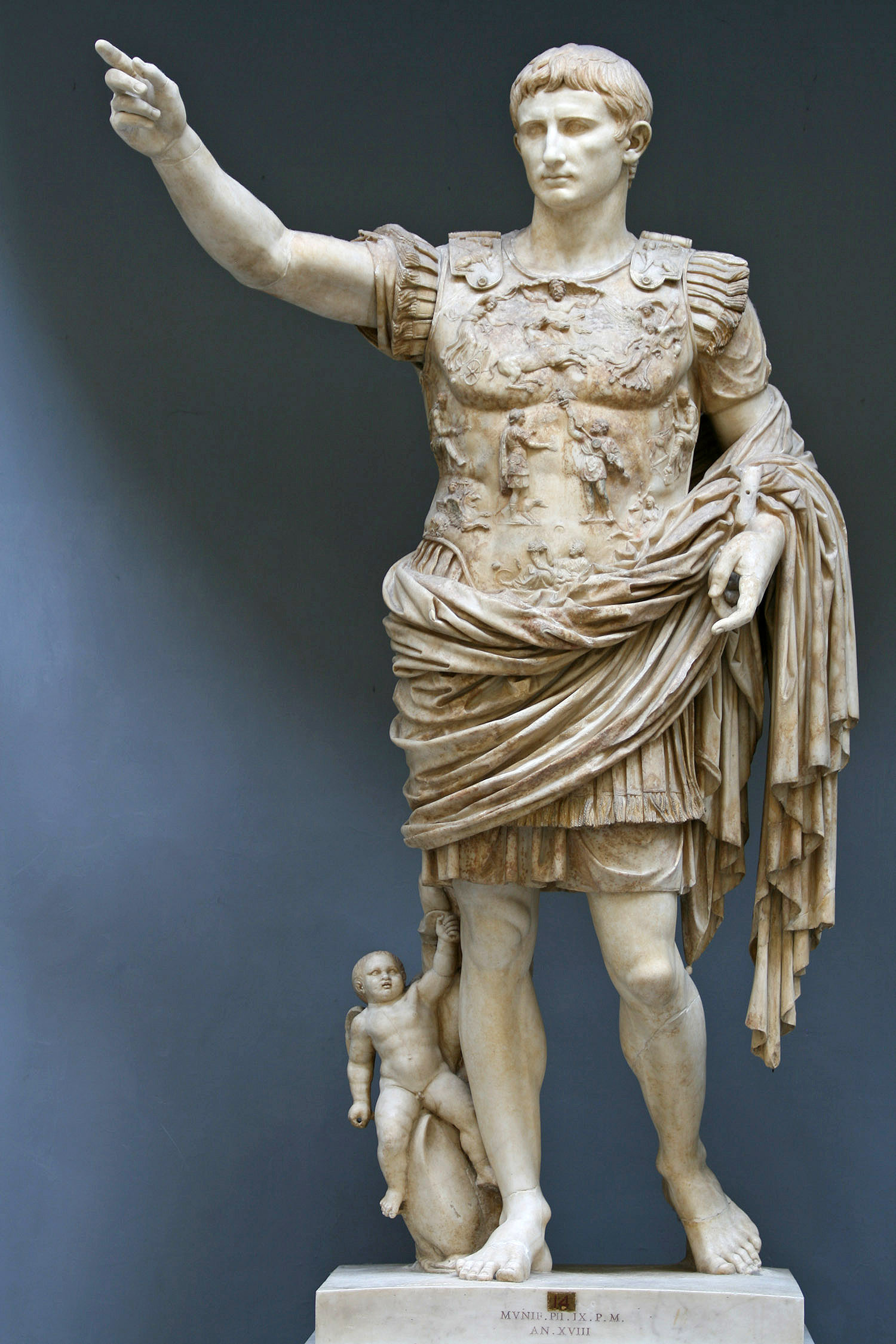
別墅發現的奧古斯都雕像。

其拉丁名「Ad Gallinas Albas」別墅，指的是別墅內的白雞品種，蘇埃托尼烏斯稱其會帶來吉祥。 

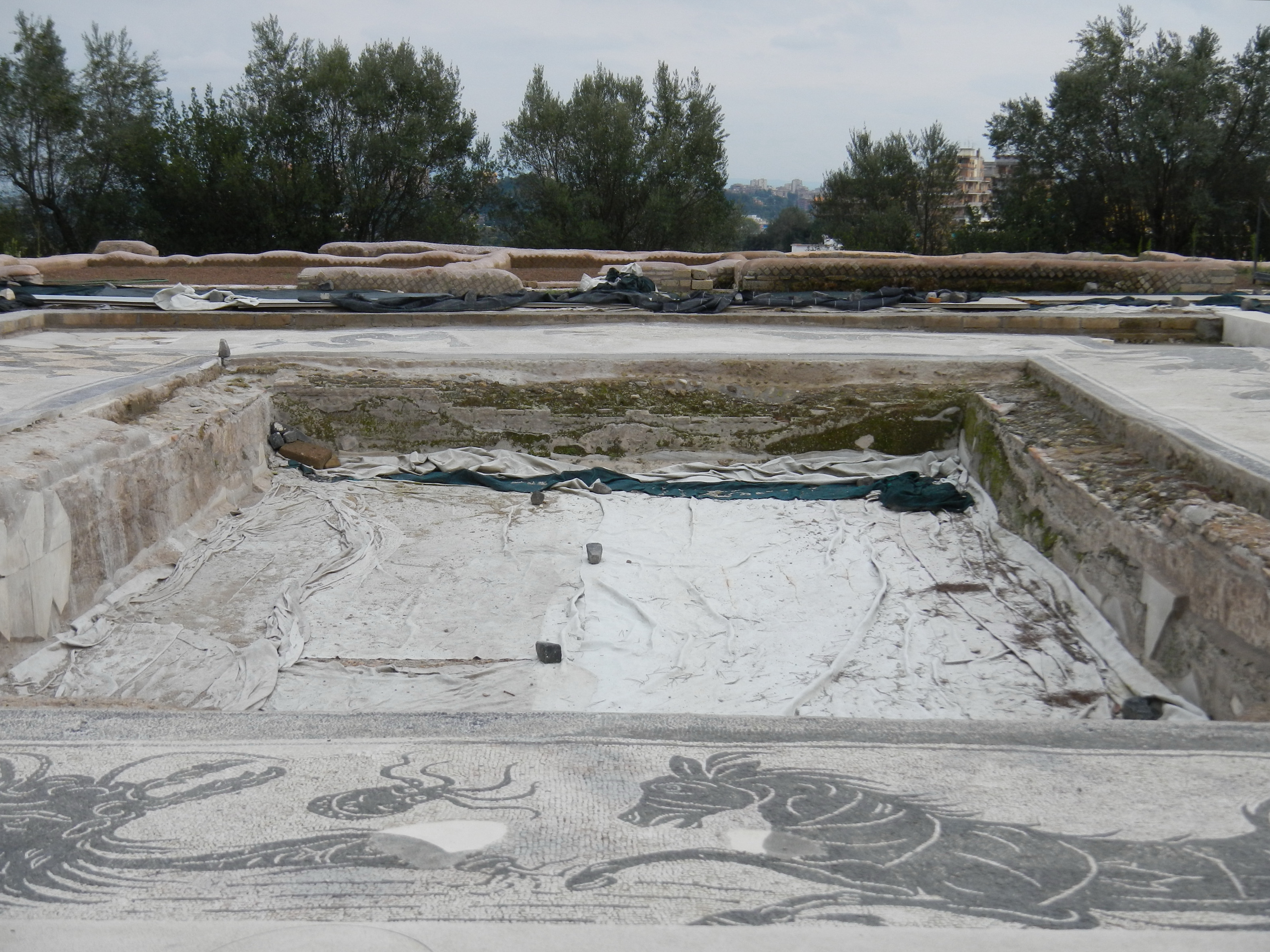
別墅浴池（piscina）。

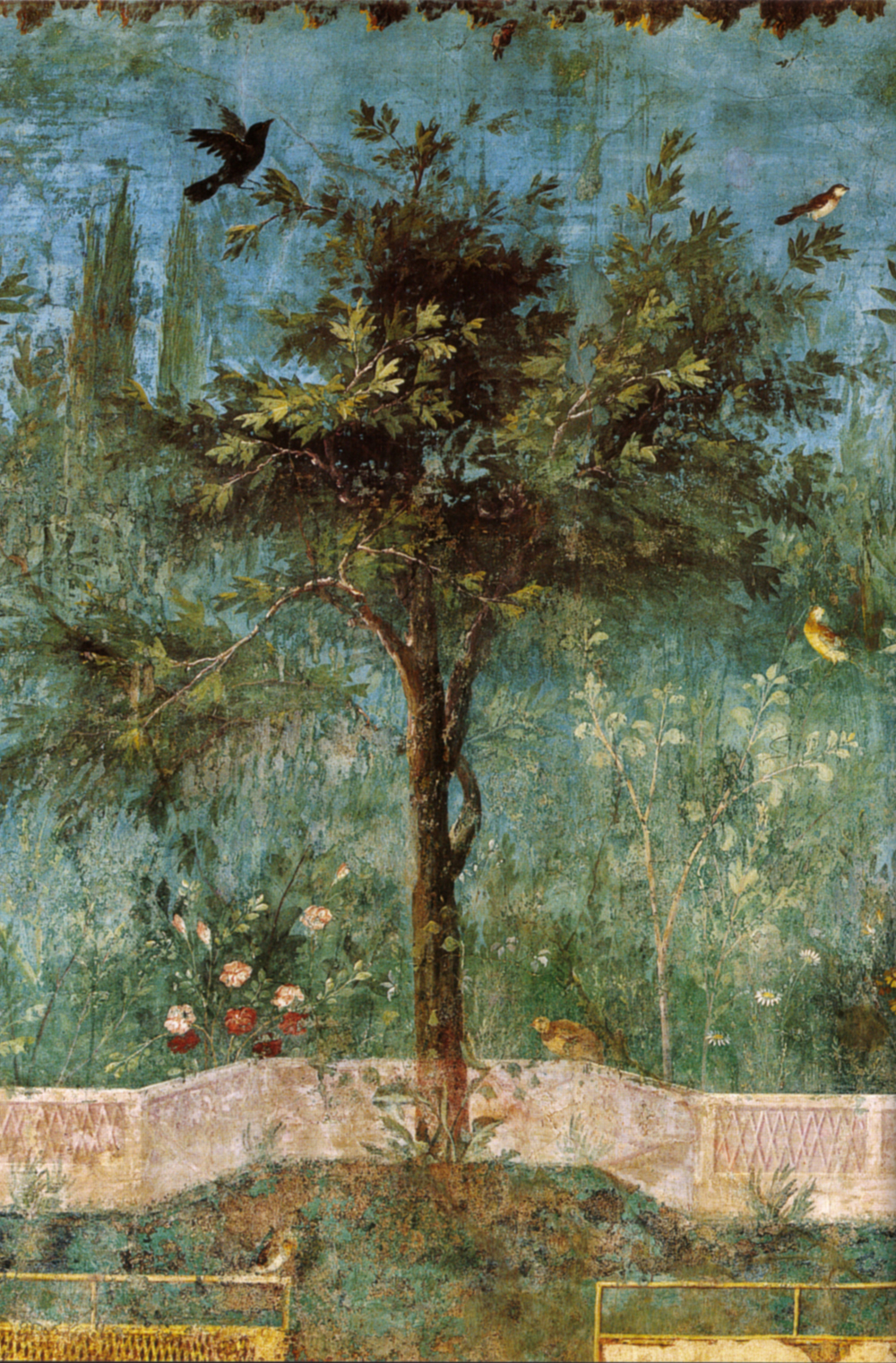
有鳥的橡樹，地下花園的壁畫

## 花園房間的壁畫
莉薇婭別墅對於了解空間的目的和佈局十分重要。羅馬人的「用餐活動遠遠超出了人類需求，是一種具有重大社會和政治意義的儀式。」就佈局而言，房間位於地下，尺寸為40英尺長、20英尺寬。沒有分離的裝飾線條，沒有彩繪的建築，也沒有可視的結構元素——這間房間是具有桶形拱頂（barrel-vaulted）天花板的完全封閉地下空間，卻意想不到地將觀眾「帶到戶外」。這封閉空間之所以引人注目的原因在於，房間本身是具有錯覺性質的空間遊戲，植物種類的準確性令人難以置信，而且種類繁多，提供了現實中不可能存在的花園景觀。 一道低矮的石牆內包含了最為厚實和大型的植物，在觀眾和空間之間還有另一道籬笆以及一條狹窄的草道。石牆外是樹木的遠景，樹木逐漸退到藍色的薄霧中，逐漸變小變柔和，同時運用了線性透視和空氣透視來表徵。與前景中的樹相比，遠處的樹越變越灰暗，細節也越來越少，它們的捲鬚經常溢到石牆外。廣闊的景觀中有各種鳥類在飛翔或棲息在樹上，這增加了植物群所產生的運動感。花園佈局包括「多樣性和豐富性與風格化和秩序的完美結合」，這是因為同時呈現出自由成長的自然生物，以及人類活動的證據，特別是有些鳥存在於籠子中，而且在離餐廳空間最近的地方可以看到修剪整齊的草坪。 

## 資料來源
- Carrara, M. B. Santillo Frizell and A. Klynne , 编. . Rome. 2005.
- M. Carrara, 'ad Gallinas Albas', in Lexicon Topographicum Urbis Romae: Suburbium, vol. III (2005. Rome), p. 17-24
- Jane Clark Reeder, 2001. The Villa of Livia Ad Gallinas Albas. A Study in the Augustan Villa and Garden. in series Archaeologica Transatlantica XX.   (Providence:  Center for Old World Archaeology and Art) (Bryn Mawr Classical Review 20 （页面存档备份，存于）)
- Calci, C.; G. Messineo. . Lavori e studi di archeologia. 1984, 2.
- Allan Klynne and Peter Liljenstolpe. "Where to Put Augustus?: A Note on the Placement of the Prima Porta Statue." American Journal of Philology 121.1 (2000) pp. 121–128.
- Giesecke, Annette Lucia. . Utopian Studies. 2001: 13–32.
- Gabriel, Mabel McAfee. . New York: New York University Press. 1955.
- Evans, Rhiannon. . Arethusa. 2003: 285–307.

## 外部連結
- "Romano Impero" （页面存档备份，存于）
- Robert Piperno, "A Walk to Malborghetto" （页面存档备份，存于）